# Jamie Salé
Jamie Rae Salé (Calgary, 21 april 1977) is een Canadees voormalig kunstschaatsster. Met haar partner David Pelletier werd ze in 2002 olympisch kampioen bij de paren. Salé en Pelletier (in eerste instantie tweede) mochten de gouden medaille delen met het Russische paar Jelena Berezjnaja en Anton Sicharoelidze, nadat een Frans jurylid bekende niet objectief gehandeld te hebben.

## Biografie
Salé groeide op in Red Deer en begon als soloschaatsster. Gelijktijdig daarmee schaatste ze als paarrijdster met de zeven jaar oudere Jason Turner. Dankzij de door hen gewonnen bronzen medaille op de Canadese nationale kampioenschappen mochten Salé en Turner deelnemen aan de Olympische Winterspelen in Lillehammer. Daar werden ze twaalfde bij de paren. Bij de WK 1994 eindigden ze op de zestiende plaats. In augustus 1994 besloten ze de samenwerking te beëindigen. Salé pakte haar solocarrière weer op. Haar beste prestatie was de twaalfde plaats op de WK junioren 1995, maar echte successen behaalde ze niet.
Al in 1996 werd gepoogd om Salé aan David Pelletier te koppelen, maar pas twee jaar daarna was hun samenwerking een feit. Van 2000 tot en met 2002 waren ze Canadees kampioen bij de paren. Ze wonnen tevens tweemaal de Grand Prix-finale (2001, 2002), tweemaal het Viercontinentenkampioenschap (2000, 2001) en eenmaal de WK (2001). Op Salé en Pelletier lag veel druk om de Russische dominantie bij het paarrijden tijdens de Olympische Winterspelen in Salt Lake City te verbreken en goud te winnen. Tot ontsteltenis van de Canadese media en het publiek eindigden ze op de tweede plek, achter hun rivalen Jelena Berezjnaja en Anton Sicharoelidze. Ondanks de bezwaren accepteerden Salé en Pelletier toch de zilveren medaille. Een dag later bekende een Frans jurylid dat ze onder druk voor het Russische paar gestemd had, in ruil voor een eerste plaats voor de Franse ijsdansers Marina Anissina en Gwendal Peizerat. Het schandaal resulteerde in diverse schorsings en de stem van het Franse jurylid werd doorgestreept. Als gevolg daarvan was er een gelijke uitslag, waarna Salé en Pelletier later die week tijdens een speciale ceremonie alsnog ook de gouden medaille uitgereikt kregen. Het zorgde ook voor een ander jureringssysteem, wat in 2005 ingevoerd werd.
Salé was van 2005 tot 2010 gehuwd met Pelletier. In 2007 kregen ze een zoon. In 2012 hertrouwde Salé met haar schaatspartner uit het Canadese kunstschaatsprogramma Battle of the Blades. Met haar tweede echtgenoot kreeg ze in 2013 een dochter.

## Belangrijke resultaten
1989-1994 met Jason Turner, 1992-1998 tevens solo, 1998-2002 met David Pelletier
| Kampioenschap                | 91/92 | 92/93 | 93/94 |         | 94/95         | 95/96         | 96/97         | 97/98         |               | 98/99         | 99/00         | 00/01         | 01/02 |
| ---------------------------- | ----- | ----- | ----- | ------- | ------------- | ------------- | ------------- | ------------- | ------------- | ------------- | ------------- | ------------- | ----- |
| Olympische Spelen            |       |       | 12e   |         |               |               |               |               |               |               | Goud          |               |       |
| Wereldkampioenschap          |       |       | 16e   |         |               |               |               | t.z.t.        | 4e            | Goud          |               |               |       |
| Viercontinentenkampioenschap |       |       |       |         |               |               |               | t.z.t.        | Goud          | Goud          |               |               |       |
| Grand Prix-finale            |       |       |       |         |               |               |               |               | 5e            | Goud          | Goud          |               |       |
| Nationaal kampioenschap      |       | 4e    | Brons | 5e (*)  |               | t.z.t. (*)    | 6e (*)        | Zilver        | Goud          | Goud          | Goud          |               |       |
| WK junioren                  |       |       |       | 12e (*) | geen deelname | geen deelname | geen deelname | geen deelname | geen deelname | geen deelname | geen deelname | geen deelname |       |
| NK junioren                  | Goud  |       | (*)   |         | geen deelname | geen deelname | geen deelname | geen deelname | geen deelname | geen deelname | geen deelname | geen deelname |       |

(*) solo, bij de vrouwen
1908: Anna Hübler / Heinrich Burger ·
1920: Ludovika Jakobsson / Walter Jakobsson ·
1924: Helene Engelmann / Alfred Berger ·
1928: Andrée Joly / Pierre Brunet ·
1932: Andrée Brunet / Pierre Brunet ·
1936: Maxi Herber / Ernst Baier ·
1948: Micheline Lannoy / Pierre Baugniet ·
1952: Ria Baran / Paul Falk ·
1956: Sissy Schwarz / Kurt Oppelt ·
1960: Barbara Wagner / Robert Paul ·
1964: Ljoedmila Belooesova / Oleg Protopopov ·
1968: Ljoedmila Belooesova / Oleg Protopopov ·
1972: Irina Rodnina / Aleksej Oelanov ·
1976: Irina Rodnina / Aleksandr Zajtsev ·
1980: Irina Rodnina / Aleksandr Zajtsev ·
1984: Jelena Valova / Oleg Vasiljev ·
1988: Jekaterina Gordejeva / Sergej Grinkov ·
1992: Natalja Misjkoetjonok / Artoer Dmitrijev ·
1994: Jekaterina Gordejeva / Sergej Grinkov ·
1998: Oksana Kazakova / Artoer Dmitrijev ·
2002: Jelena Berezjnaja / Anton Sicharoelidze en Jamie Salé / David Pelletier ·
2006: Tatjana Totmjanina / Maksim Marinin ·
2010: Shen Xue / Zhao Hongbo ·
2014: Tatjana Volosozjar / Maksim Trankov ·
2018: Aliona Savchenko / Bruno Massot ·
2022: Sui Wenjing / Han Cong
- International Standard Name Identifier: 0000 0000 7475 6282
- Library of Congress Control Number: no2015001042
- Virtual International Authority File: 106354934
- WorldCat: E39PBJhxjFXxGh6qp8HTQCgYfq